# Cirsosina calami
Cirsosina calami är en svampart som beskrevs av Bat. 1960. Cirsosina calami ingår i släktet Cirsosina och familjen Microthyriaceae.   Inga underarter finns listade i Catalogue of Life.